# Хойницкий, Юзеф

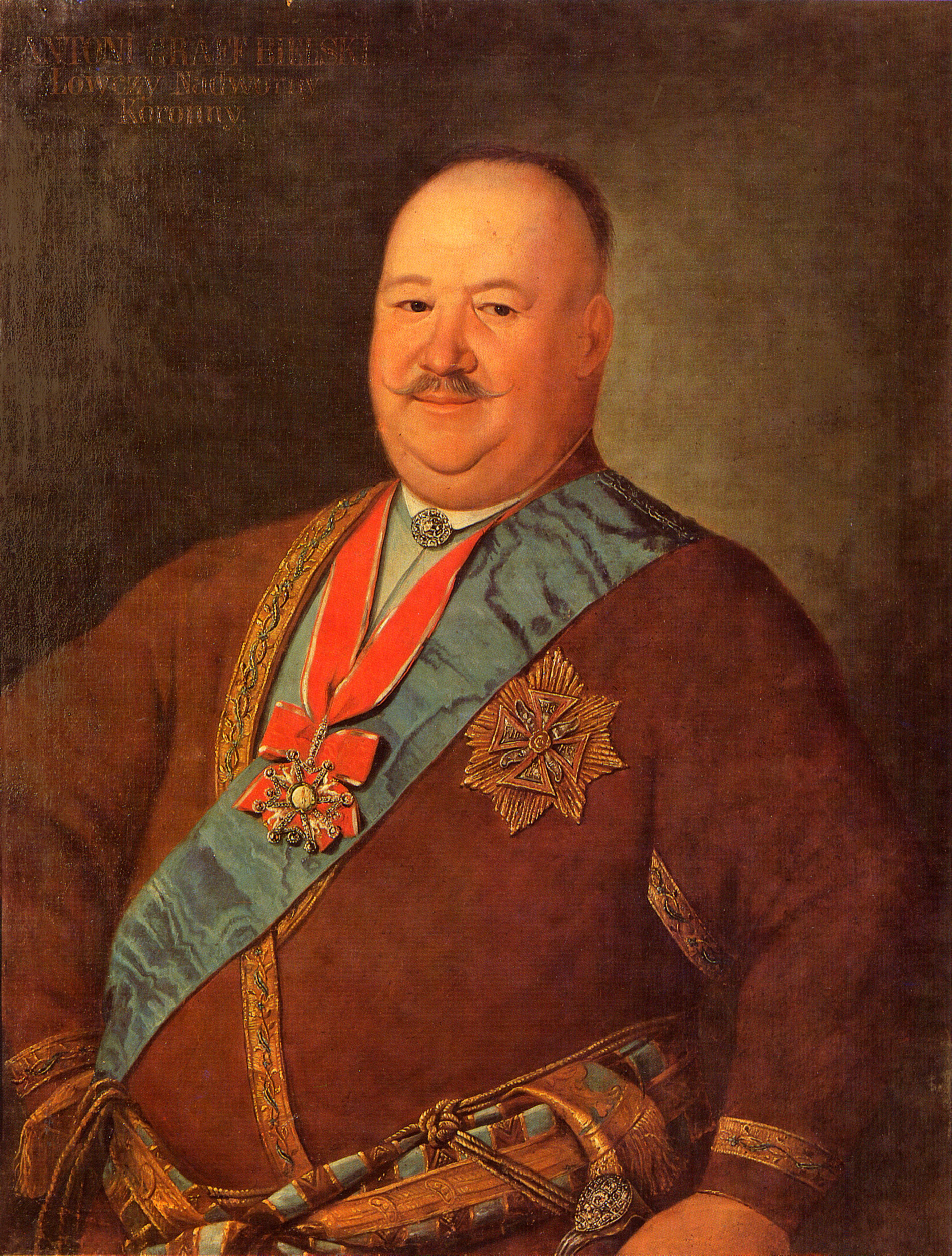
Портрет шляхтича Антония Бельского. 1782 г.

Юзеф Хойницкий (пол. Józef Chojnicki; 1745, Львов — 1812, там же) — польский художник.
Ученик известного мастера позднего барокко львовянина Станислава Строинского.
Писал картины на религиозную тему и портреты.
Вместе с учителем принимал участие в росписи Доминиканского собора (Катедры), одного из символов г. Тернополя (им выполнены фрески боковых нефов). 
Главным результатом его творчества считаются 29 картин, выполненных Ю. Хойницким для Латинского собора во Львове.
До настоящего времени во Львовской галерее искусств сохранилось несколько портретов, выполненных художником.

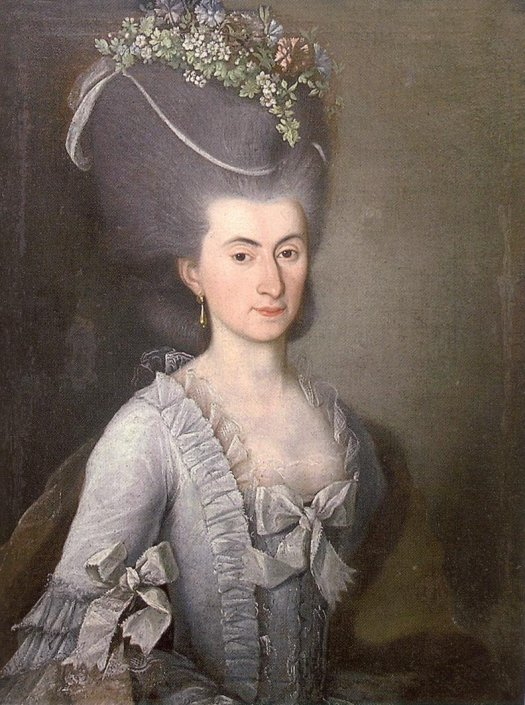
Дамский портрет. 1780-е годы
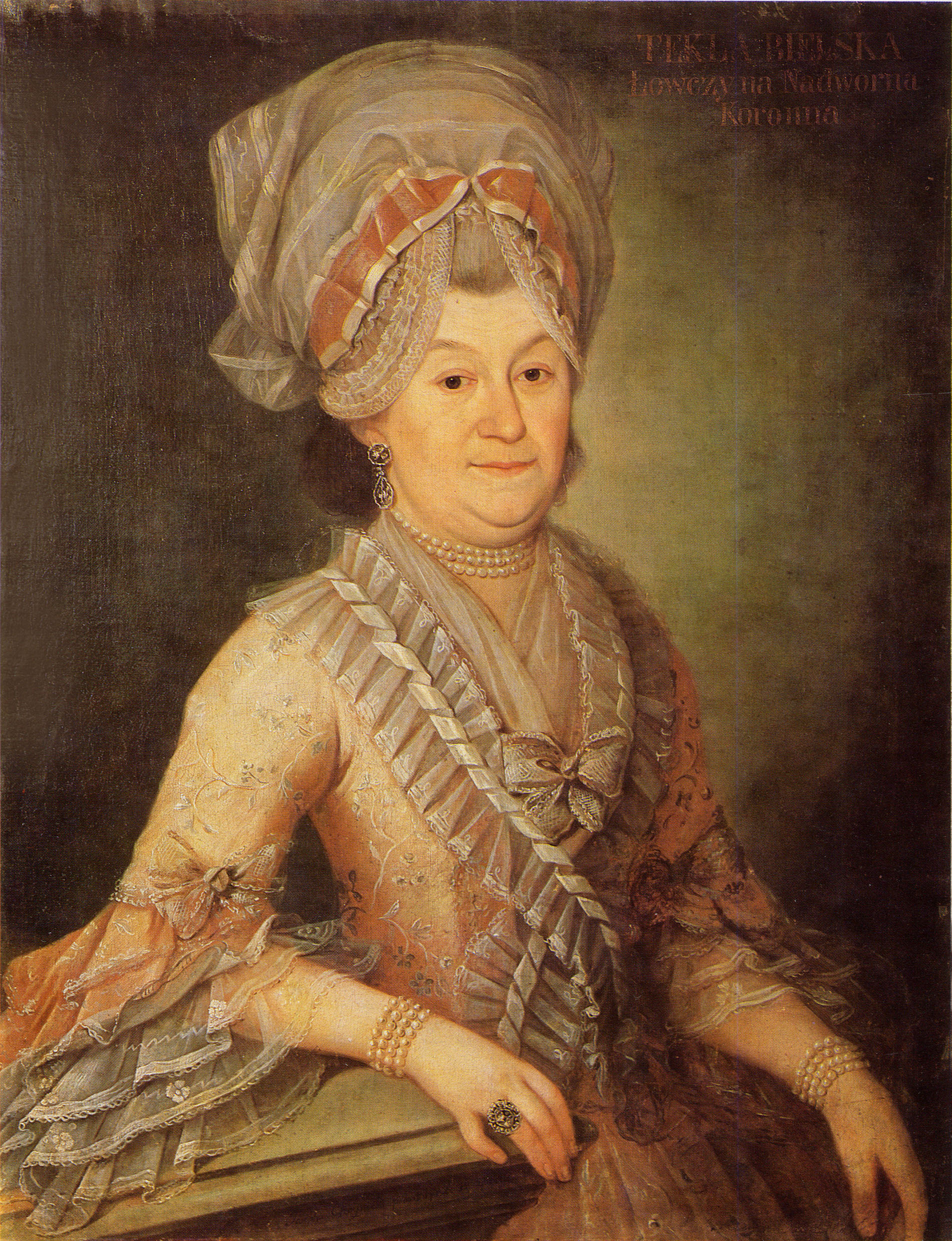
Портрет Теклы Бельской. 1782 г.